# Бернард Найт
Бернард Генрі Найт (нар. 3 травня 1931) — британський судмедексперт і письменник. У 1965 році він став патологоанатомом Міністерства внутрішніх справ, а у 1980 році його призначили професором судово-медичної патології Медичного коледжу Уельського університету.

## Ранні роки
Народився 3 травня 1931 року в Кардіффі, Уельс. Не знайшовши місця для вивчення сільського господарства, він почав працювати в Кардіффській королівській лікарні лаборантом. Вивчав медицину в Уельській національній школі медицини Уельського університету, який закінчив у 1954 році зі ступенем бакалавра медицини, бакалавра хірургії.

## Кар'єра

### Військова служба
3 вересня 1956 року Найта призначили на військову службу в Королівський армійський медичний корпус у званні лейтенанта. 12 вересня 1956 року він перейшов з національної служби до регулярної армії та отримав старшинство у званні лейтенанта 29 серпня 1955 року. 12 вересня 1956 року його підвищили до капітана з вислугою років з 29 серпня 1956 року. Під час війни він служив медичним офіцером у Малаї.
12 вересня 1959 року він перейшов до офіцерського резерву регулярної армії, оголосивши про закінчення своєї військової служби. Найт вийшов зі складу резерву 12 вересня 1964 року.

### Медична кар'єра
Закінчивши навчання у 1954 році, Найт працював сімейним лікарем пів року та ще пів року в хірургії. З 1955 по 1956 рік він працював старшим сімейним лікарем та спеціалізувався на патології. З 1956 по 1959 рік він служив у Британській армії медичним офіцером зі спеціалізацією у патології.
Після повернення до Великої Британії та звільнення з армії він почав читати лекції. З 1959 по 1962 рік він працював викладачем судової медицини в Лондонському університеті. З 1965 по 1968 рік він був старшим лектором Ньюкаслського університету. Потім він повернувся до своєї альма-матер, Уельського університету, як старший лектор. У 1976 році він здобув ступінь доцента, а у 1980 році — професора судово-медичної патології. У 1996 році він вийшов на пенсію, ставши почесним професором університету.
З 1965 по 1996 рік він працював патологоанатомом Міністерства внутрішніх справ. За тридцять один рік роботи на цій посаді він провів понад 25 000 розтинів. Його залучили до низки резонансних справ, зокрема щодо серійних убивць Фреда та Розмарі Вест, а також першого використання ДНК для підтвердження особи тіла Карен Прайс у 1989 році.

### Автор
Він почав писати ще до 1963 року, коли вийшов друком його перший кримінальний роман. З того часу він став автором близько тридцяти книг, включно з сучасною кримінальною літературою, історичними романами про Уельс, біографіями, нехудожніми популярними працями з судової медицини, дванадцятьма медичними та юридичними підручниками та серію «Таємниці коронера Джона» про історичні таємниці XII століття, в якій представлений один найдавніших (вигаданих) коронерів Англії.
Крім того, він написав сценарії для радіо- та телевізійних драм і документальних фільмів, зокрема у 1970-х роках для серіалу «Експерт» з Маріусом Горінгом у головній ролі. Він брав участь у написанні багатьох інших підручників і редагував кілька медичних журналів: він був головним редактором «Міжнародної криміналістики» від Elsevier, провідного міжнародного видання в цій галузі.
Він — один із засновників «Середньовічних вбивць», обраної групи авторів історичних детективів з Асоціації письменників детективного жанру, які виступають з презентаціями на літературних фестивалях, у бібліотеках і книгарнях для популяризації своєї роботи серед громадськості. Він також є одним із членів журі щорічної премії «Кинджал» Асоціації письменників детективного жанру та постійним рецензентом кримінальних книг для Інтернет-сайту Tangled Web.

## Нагороди та відзнаки
У 1993 році на честь дня народження королеви Найта призначили командором ордена Британської імперії. Він отримав Медаль за службу з малайською пряжкою за службу під час війни в Малаї.

### Серія Долина Вай / Доктор Річард Прайор
- Where Death Delights (2010)[11]
- According to the Evidence (2010)
- Grounds for Appeal (2011)

### Серія Том Гауден
- Dead in the Dog (2012)

### Інші
- Lion Rampant (1972)
- Madoc (1977)
- Brennan (2003)

### The Lately Deceased(1963)
- The Thread of Evidence (1965)
- Mistress Murder (1966)
- Russian Roulette (1968)
- Policeman's Progress (1969)
- Tiger at Bay (1970)
- The Expert (1976)

### Нон-фікшн
- Murder, Suicide, or Accident: The Forensic Pathologist at Work (1971) (опубліковано під псевдонімом Бернард Піктон)[12]